# Gilles Lellouche
Gilles Lellouche (nascut el 5 de juliol de 1972) és un actor i director de cinema francès.. Va ser nominat dues vegades als Premis César; el 2006 a l'actor més prometedor i al 2011 al millor actor secundari per la seva interpretació a  Petites mentides sense importància (2010).
Com a director, va aconseguir l'èxit el 2018 amb la comèdia dramàtica El gran bany, que va ser nominada en deu categories als Premis César 2019,  després amb L'Amour ouf el 2024, que va sumar tretze nominacions als Premis César 2025 i gairebé cinc milions d'entrades.

## Primers anys
Lellouche va néixer a Savigny-sur-Orge, França, d'un pare d'origen jueu algerià i d'una mare d'origen catòlic irlandès. El seu germà Philippe Lellouche també és actor i director.

## Vida personal
Del 2002 al 2013, Lellouche va mantenir una relació amb l'actriu Mélanie Doutey, amb qui va tenir una filla, nascuda el 5 de setembre de 2009.
Des del 2015, Lellouche manté una relació amb l'antiga model i dissenyadora de joies Alizée Guinochet, amb qui va tenir un fill, nascut el novembre del 2022.
El gener de 2017, després de la reacció contra el director Roman Polanski sent nomenat president dels Premis César 2017 mentre era condemnat per abús sexual a una noia de 13 anys i ser fugitiu de la justícia des de 1978, Lellouche va expressar el seu suport al director en una entrevista a Le Parisien, dient; "A França fem polèmiques de tot. Morim d'això en aquest país. Al meu entendre, cal ser coherent. Polanski fa quaranta anys que viu a França. Els fets dels quals se l'acusen precedeixen aquesta arribada. Durant tots aquests anys, ha estat fent pel·lícules! En aquell moment, s'havia de prohibir. Aleshores s'havia de prohibir viure al nostre territori o treballar aquí. Però el vam acollir, li vam donar premis, el lloem perquè és un gran director i forma part de la història del cinema. No excuso els fets. Però per què, avui més que ahir, hi hauria d'haver un escàndol? Què ens passa? Ens hem convertit en americans? No hi estic d'acord." […] "Tenim molta gent a França que tenim coses a criticar i que encara està en la vida política, social o econòmica. No els vam tancar a la presó, no vam fer polèmiques. Fins i tot la víctima està cansada d'aquesta història! Fer un escàndol només avui perquè és el president dels César, no té sentit."Més tard, Polanski va deixar de presidir els César després de la reacció, que incloïa una petició de 61.000 signatures i crides a boicotejar la cerimònia.

## Filmografia

### Com a actor

#### Cinema
- 1996 : Les Sœurs Hamlet d'Abdelkrim Bahloul : serveur boîte
- 1998 : Folle d'elle de Jérôme Cornuau : Gilles
- 1999 : Mes amis de Michel Hazanavicius : l'assistent
- 2001 : Ma femme est une actrice d'Yvan Attal : un policia
- 2002 : Mon idole de Guillaume Canet : Daniel Bénard
- 2003 : Jeux d'enfants de Yann Samuell : Sergei Nimov Nimovitch
- 2004 : Narco de Tristan Aurouet i ell mateix : le jumeau patineur
- 2005 : Anthony Zimmer de Jérôme Salle : Müller
- 2005 : Ma vie en l'air de Rémi Bezançon : Ludo
- 2006 : On va s'aimer d'Ivan Calbérac : François
- 2006 : Ne le dis à personne de Guillaume Canet : Bruno
- 2006 : Le Héros de la famille de Thierry Klifa : Jérôme
- 2007 : Ma place au soleil d'Éric de Montalier : Franck
- 2007 : Ma vie n'est pas une comédie romantique de Marc Gibaja : Thomas Walkowic
- 2007 : Le Dernier Gang d'Ariel Zeitoun : Milan
- 2007 : La Chambre des morts d'Alfred Lot : Sylvain
- 2007 : Paris de Cédric Klapisch : Franky
- 2008 : Sans arme, ni haine, ni violence de Jean-Paul Rouve : Vincent Goumard
- 2008 : Le Premier Jour du reste de ta vie de Rémi Bezançon : un rasta blanc
- 2008 : L'Instinct de mort de Jean-François Richet : Paul
- 2009 : Une petite zone de turbulences d'Alfred Lot : Philippe
- 2010 : Adèle i el misteri de la mòmia de Luc Besson : inspector Léonce Caponi
- 2010 : Krach de Fabrice Genestal : Erwan
- 2010 : Petites mentides sense importància de Guillaume Canet : Eric
- 2010 : À bout portant de Fred Cavayé : Samuel
- 2011 : Ma part du gâteau de Cédric Klapisch : Steve
- 2011 : Mineurs 27 de Tristan Aurouet : Oscar
- 2012 : JC comme Jésus Christ de Jonathan Zaccaï : ell mateix
- 2012 : Les Infidèles de Gilles Lellouche, Emmanuelle Bercot, Fred Cavayé, Alexandre Courtès, Jean Dujardin, Michel Hazanavicius, Éric Lartigau : Greg / Nicolas / Bernard / Antoine/ Eric
- 2012 : Nos plus belles vacances de Philippe Lellouche : el narrador
- 2012 : Quand je serai petit de Jean-Paul Rouve : Maurice jove
- 2012 : Thérèse Desqueyroux de Claude Miller : Bernard Desqueyroux
- 2013 : Gibraltar de Julien Leclercq : Marc Fievet
- 2013 : 100% cachemire de Valérie Lemercier : Cyrille
- 2014 : Mea Culpa de Fred Cavayé : Franck
- 2014 : La French de Cédric Jimenez : Gaëtan Zampa
- 2014 : L'Enquête de Vincent Garenq : Denis Robert
- 2015 : Les Gorilles de Tristan Aurouet : Petrovitch
- 2015 : Belles Familles de Jean-Paul Rappeneau : Grégoire Piaggi
- 2015 : Sky de Fabienne Berthaud : Richard
- 2016 : Ils sont partout d'Yvan Attal : Norbert
- 2017 : Rock'N'Roll de Guillaume Canet : ell mateix
- 2017 : Sous le même toit de Dominique Farrugia : Yvan Hazan
- 2017 : L'home del cor de ferro de Cédric Jimenez : Václav Morávek
- 2017 : C'est la vie d'Éric Toledano et Olivier Nakache : James, l'animateur
- 2017 : Plonger de Mélanie Laurent : César
- 2018 : Pupille de Jeanne Herry : Jean
- 2018 : L'amour est une fête de Cédric Anger : Serge
- 2019 : Nous finirons ensemble de Guillaume Canet : Éric
- 2019 : Benvinguts al barri de Mohamed Hamidi : Fred Bartel
- 2020 : BAC Nord de Cédric Jimenez : Grégory Cerva
- 2021 : Adieu monsieur Haffmann de Fred Cavayé : François Mercier
- 2022 : Goliath de Frédéric Tellier : Patrick Fameau
- 2022 : Kompromat de Jérôme Salle : Mathieu Roussel
- 2022 : Fumer fait tousser de Quentin Dupieux : Benzène
- 2023 : Astérix et Obélix : L'Empire du Milieu de Guillaume Canet : Obélix
- 2023 : Je verrai toujours vos visages de Jeanne Herry : Grégoire
- 2023 : Daaaaaalí! de Quentin Dupieux : Salvador Dalí
- 2023 : Soudain seuls de Thomas Bidegain : Ben
- 2024 : Leurs enfants après eux de Zoran et Ludovic Boukherma
- 2025 : Chien 51 de Cédric Jimenez[12]

#### Curtmetratges
- 1996 : 2 minutes 36 de bonheur codirigida amb Tristan Aurouet
- 2000 : Un Arabe ouvert d'Hervé Lasgouttes : Simon
- 2001 : Boomer de Karim Adda : Boomer
- 2007 : J'ai plein de projets de Karim Adda : l'home al gimnàs
- 2007 : Léthé d'Antonin Martin-Hilbert

#### Televisió
- 2003 : L'Adieu de François Luciani : Raymond
- 2009 : Un singe sur le dos de Jacques Maillot : Francis
- 2011 : Belmondo, itinéraire… de Vincent Perrot i Jeff Domenech
- 2011 : Platane (sèrie de televisió) : ell mateix
- 2013 : Le Débarquement, emissió d'esquetxos emesa per Canal+
- 2015 : Dix pour cent (sèrie de televisió) : ell mateix
- 2020 : La Flamme (sèrie de televisió) : Milo
- 2022 : Les Rencontres du Papotin France 2

### Com a director
- 1996 : 2 minutes 36 de bonheur (curtmetratge)
- 2003 : Pourkoi... passkeu (curtmetratge)
- 2004 : Narco
- 2012 : Les Infidèles (segment Las Vegas)
- 2018 : El gran bany
- 2024 : L'Amour ouf